# Kathleen Van Brempt
Kathleen Alice Yvonne Van Brempt (Wilrijk, 18 novembre 1969) è una politica belga, membro del partito socialdemocratico Vooruit ed europarlamentare dal 2000 al 2003 e poi nuovamente dal 2009.

## Biografia
Van Brempt ha studiato e si è laureata in sociologia alla Katholieke Universiteit Leuven. È stata assistente di ricerca e successivamente segretaria politica della sp.a. 
Van Brempt è sposata dal 1993 e ha dato alla luce il suo primo figlio nel 2007.

## Carriera politica

### Politica locale, segretario di Stato e ministro fiammingo
Membro del consiglio comunale di Anversa dal 2000. Nel 2003 è diventata segretaria di Stato per l'organizzazione del lavoro e la salute sul lavoro. È stata ministro dei trasporti fiammingo presso i gabinetti Leterme I e Peeters I dal 2004 al 2009.

### Europarlamentare

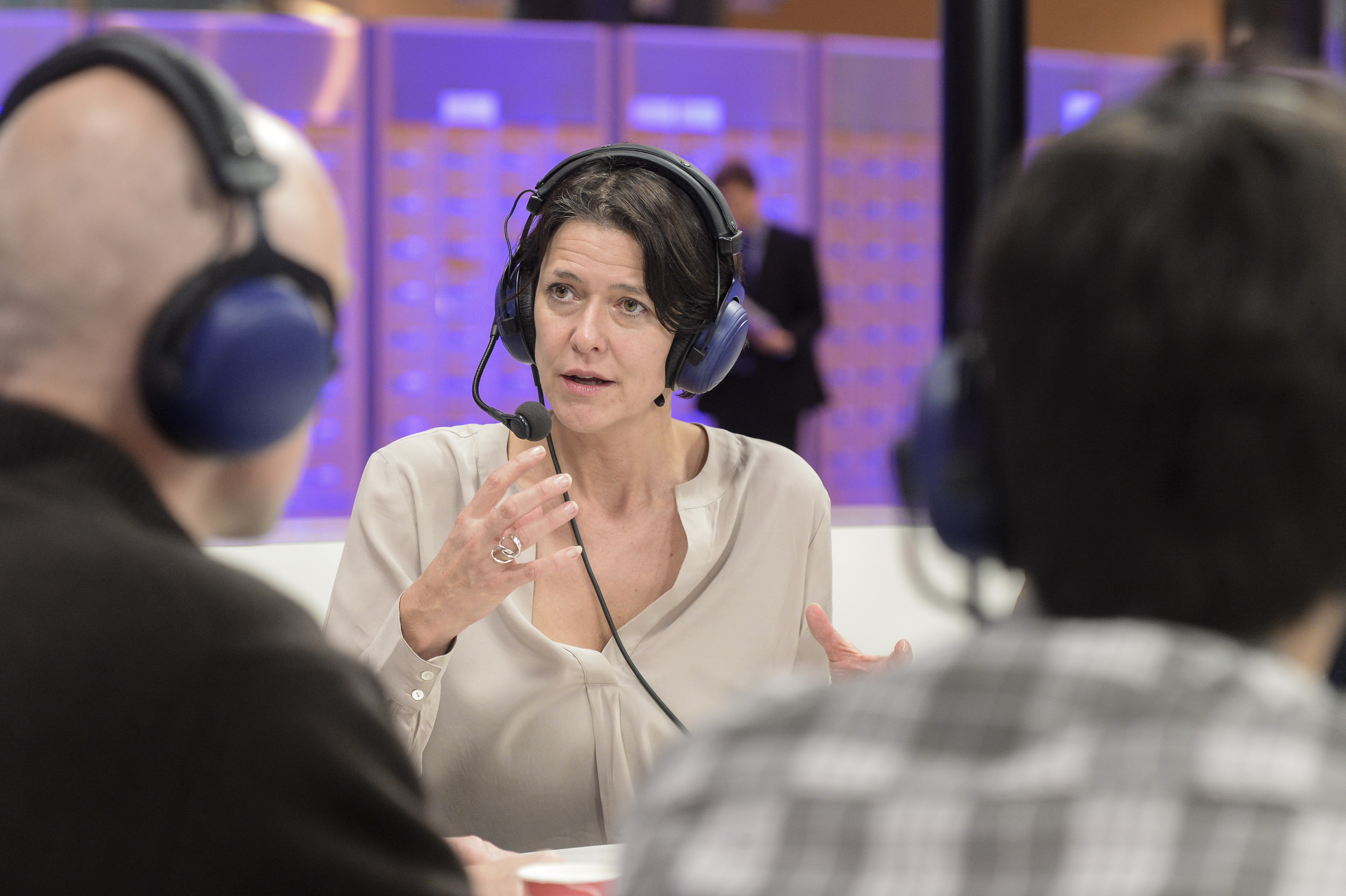
Kathleen Van Brempt in dibattito sulla COP 21 (2015).

Nel 2000 è succeduta a Peter Bossu al Parlamento europeo dove è membro dell'Alleanza Progressista dei Socialisti e dei Democratici.
Nel 2009, è stata rieletta europarlamentare.
È membro della Commissione per l'industria, la ricerca e l'energia e della delegazione per le relazioni con l'Iran. Come sostituto in seno alla commissione per l'ambiente, la sanità pubblica e la sicurezza alimentare e nella delegazione per le relazioni con i paesi dell'Asia meridionale. Dal 2016, ha diretto la Commissione EMIS per indagare sullo scandalo dei gas di scarico.